# Trò chơi nhập vai

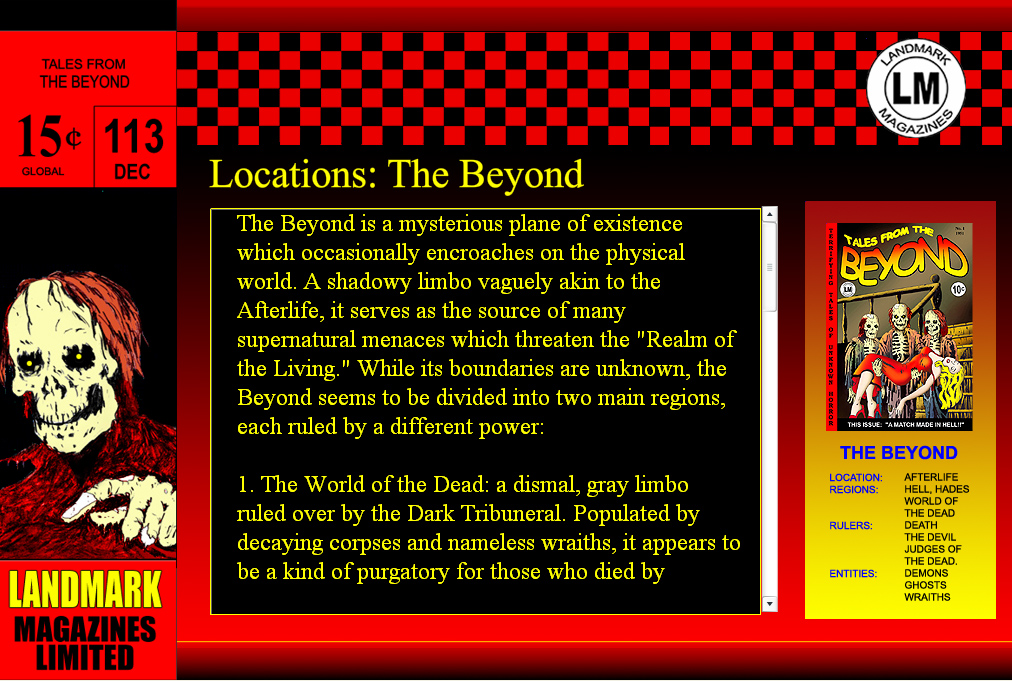

Trò chơi nhập vai (trong tiếng Anh là role-playing games', viết tắt là RPGs) xuất phát từ trò chơi nhập vai bút-và-giấy  Dungeons & Dragons. Người chơi diễn xuất bằng cách tường thuật bằng lời hay văn bản, hoặc bằng cách ra các quyết định theo một cấu trúc đã được định sẵn để phát triển nhân vật hay tình tiết . Các hành động của người chơi có thể hoặc không tuân theo một hệ thống các quy định và hướng dẫn.
Các dạng ban đầu của trò chơi nhập vai gồm trò chơi với bút và giấy, hay trò chơi nhập vai sống với sự diễn xuất của cả cơ thể người chơi. Trong cả hai trường hợp, một quản trò đóng vai trò thiết lập các quy tắc và trọng tài, trong khi mỗi người chơi vào vai một nhân vật.
Trò chơi nhập vai cũng bao gồm các trò chơi điện tử nhập vai, hay các trò chơi nhập vai trực tuyến nhiều người chơi. Trong hai dạng này người ta chú trọng đến cuộc phiêu lưu cá nhân nhiều hơn là tính kể chuyện như trong trò chơi nhập vai với bút và giấy.
Mặc diều có nhiều hình thức khác nhau, vài dạng trò chơi như trao đổi thẻ bài hay trò chơi chiến trận không được xếp vào trò chơi nhập vai. Hoạt động của trò chơi nhập vai đôi khi có thể xuất hiện trong các trò chơi như vậy, nhưng nó không phải là trọng tâm chính. Thuật ngữ này cũng thường được dùng để mô tả các trò chơi nhập vai giả lập và bài tập sử dụng trong giảng dạy, đào tạo và nghiên cứu.

## Mục tiêu trò chơi
Hoàn thành cốt truyện trong trò chơi. Trong vai trò của một nhân vật, người chơi phải giúp cải thiện nhân vật mạnh dần lên theo chiều hướng cốt truyện. Từ đó, trò chơi sẽ hoàn thành do người chơi làm chủ

## Quản trò
Một đặc trưng trong các trò chơi nhập vai là quản trò, một người chơi đặc biệt có nhiệm vụ trình bày các thiết lập hư cấu, đưa ra kết quả cho hành động của cá nhân vật, và là người dẫn truyện. Trong trò chơi với bút và giấy, người thực sẽ đảm nhiệm quản trò. Đối với trò chơi điện tử, hầu hết các nhiệm vụ của quản trò sẽ được xử lý bởi máy tính, tuy nhiên vẫn có một số trò chơi nhập vai điện tử nhiều người chơi có các bộ "công cụ", giúp quản trò có thể thực hiện công việc của mình qua một giao diện đồ họa, trong trường hợp này, khả năng của quản trò bị giới hạn nhiều bởi công nghệ.